# Partido Republicano de Jefferson
El Partido Republicano de Jefferson (Jefferson Republican Party) es un partido político minoritario de los Estados Unidos.
El JRP se organizó en 2006 por antiguos miembros del Constitution Party y reivindica una descendencia ideológica del original Partido Demócrata-Republicano fundado por Thomas Jefferson y James Madison en 1792. Dado que el partido no tiene una plataforma política oficial, procura seguir lasa declaraciones efectuadas por Thomas Jefferson en enero de 1799 y postula la reducción del papel del gobierno federal, de los temas de derechos de los Estados y es extremadamente antiguerra, invocando la limitación en la intervención en asuntos exteriores. El Partido Republicano de Jefferson no tiene ninguna vinculación directa con el mucho mayor Partido Republicano de los Estados Unidos. Carl Whitaker miembro del JRP se presentó como candidato en las elecciones a gobernador de Tennessee de 2006, y el partido dio su apoyo a Roy Moore como candidato inscrito para gobernador de Alabama del mismo año. El partido respaldó a Ron Paul en las elecciones presdidenciales de Estados Unidos de 2008.